# المشاركة العربية في الألعاب الأولمبية الصيفية 1996
أقيمت دورة ألعاب الأولمبية الصيفية لسنة 1996 في مدينة أتلانتا الأمريكية. وهي المعروفة رسمياً باسم دورة الألعاب الأولمبية السادسة والعشرين. ، وكانت من أهم الأحداث الرياضية الدولية الواقعة في مدينة أتلانتا، حيث شاركت 197 دولة و 10318 رياضياً من مختلف أنحاء العالم بالدورة.
عرفت الدورة مشاركة كل الدول العربية الـ22، وعرفت أول مشاركة لفلسطين وأول ظهور لها في طابور العرض بحفل الافتتاح حيث تم رفع علم فلسطين في هاته الدورة، من طرف المشارك الفلسطيني الوحيد في الدورة وهو العداء ماجد أبو مراحيل الذي شارك في سباق 10000 متر عدوا. وكذلك أول مشاركة لجزر القمر.

## التطورات
حققت الدول العربية نقلة نوعية في هاته الدورة بعد تمكنها من الحصول على ثلاث ميداليات ذهبية للمرة الأولى منذ أول مشاركة في دورة ستوكهولم 1912 وأول ميدالية وتتويج في دورة أمستردام 1928.

## أصحاب الميداليات
- ذهبية  الجزائر نور الدين مرسلي ذهبية سباق 1500 م
- ذهبية  سوريا غادة شعاع ذهبية مسابقة السباعية في ألعاب القوى
- ذهبية  الجزائر حسين سلطاني ذهبية الوزن الخفيف في الملاكمة
- برونزية  الجزائر محمد بحاري برونزية الوزن في الملاكمة
- برونزية  تونس فتحي الميساوي برونزية في وزن أقل من 5ر65 في الملاكمة
- برونزية  المغرب خالد بولامي برونزية سباق 5000 م في ألعاب القوى
- برونزية  المغرب صلاح حيسو برونزية سباق 10000 م في ألعاب القوى

## مراكز الدول العربية
| الترتيب | منتخب         | ذهبية | فضية | برونزية | المجموع |
| ------- | ------------- | ----- | ---- | ------- | ------- |
| 34      | الجزائر (ALG) | 2     | 0    | 1       | 3       |
| 49      | سوريا (SYR)   | 1     | 0    | 0       | 1       |
| 68      | المغرب (MAR)  | 0     | 0    | 2       | 2       |
| 71      | تونس (TUN)    | 0     | 0    | 1       | 1       |